# Eilema aprica
Eilema aprica là một loài bướm đêm thuộc phân họ Arctiinae, họ Erebidae.